# Convexochilus
Convexochilus is een geslacht van kreeftachtigen uit de klasse van de Ostracoda (mosselkreeftjes).

## Soorten
- Convexochilus compressus (Mueller, 1908) Schornikov, 1982
- Convexochilus meridionalis (Mueller, 1908) Schornikov, 1982